# Sap gloves

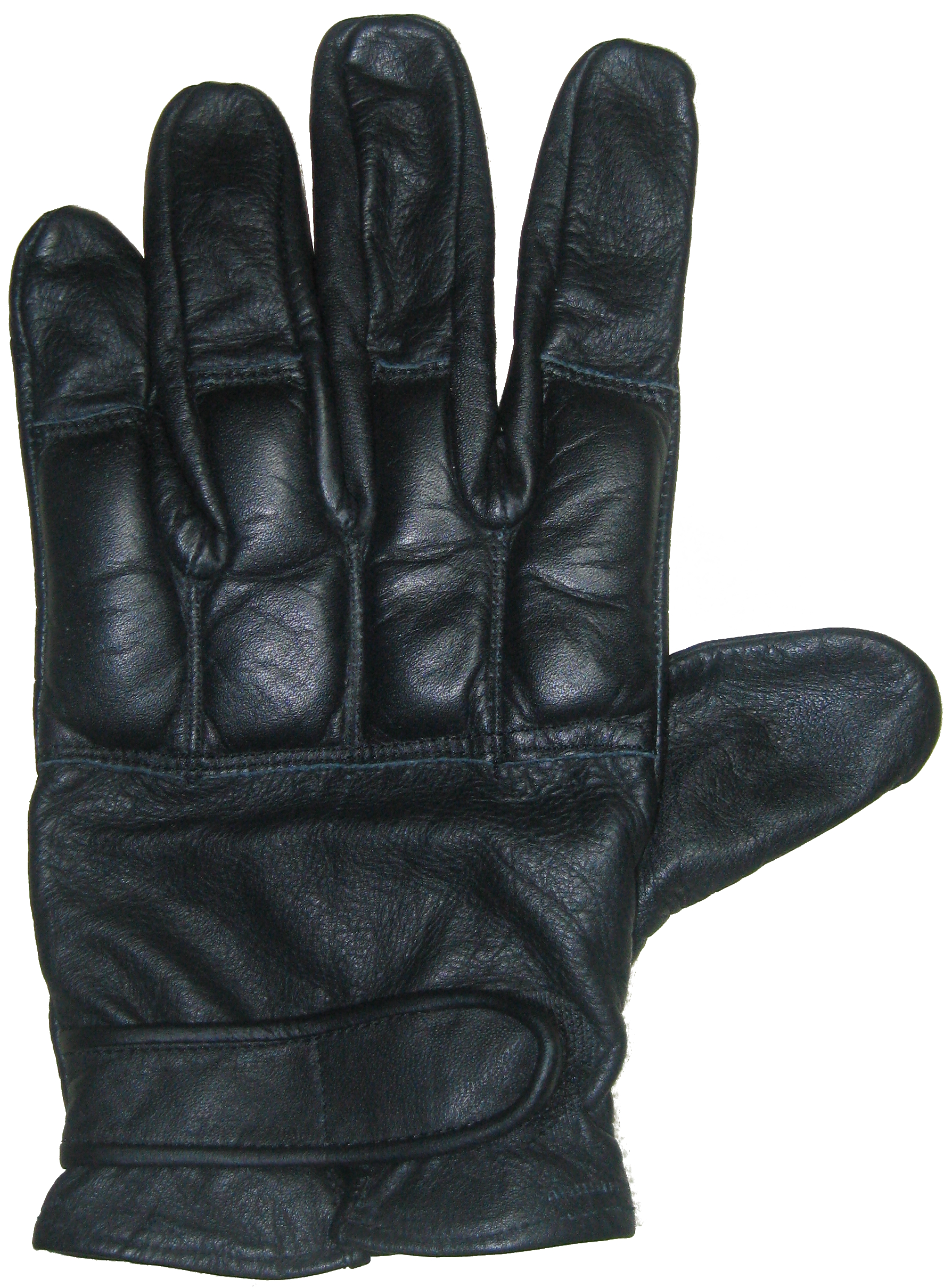
Sap gloves

I sap gloves (colloquialmente detti guanti da combattimento o guanti pesanti) sono un'arma contundente che consiste in guanti in cuoio, kevlar o altri materiali sintetici riempiti di piombo o acciaio sulle nocche e sul dorso della mano. Il nome viene dal termine inglese sap, che indica una sacca riempita di sabbia, sferette d'acciaio o simili utilizzata come arma contundente.
Rispetto al tirapugni, che restringe la superficie dell'impatto e frappone una superficie dura fra la mano e il bersaglio, quest'oggetto rende il pugno più pesante, aumentando il danno, e protegge la mano dai danni, offrendo inoltre una certa libertà alle dita.
I sap gloves possono essere utilizzati da buttafuori e guardie in contesti in cui armi pericolose non sono concesse.